# Schweizerisches Korps für humanitäre Hilfe
Das 1973 gegründete Schweizerische Korps für humanitäre Hilfe (SKH), früher Schweizerisches Katastrophenhilfekorps, ist ein dem EDA unterstelltes Milizkorps von Experten aus verschiedensten Bereichen, um Projekte der DEZA umzusetzen. Sie stehen auch anderen UNO-Organisationen zur Verfügung; diese Einsätze werden «Secondment» (Entsendungen) genannt.
Das SKH umfasst ungefähr 700 einsatzbereite Personen, welche in die untenstehenden 11 Fachgruppen unterteilt sind.
- Fachgruppe «Koordination und Administration»
- Fachgruppe «Logistik und Support»
- Fachgruppe «Bau»
- Fachgruppe «Wasser, sanitäre Versorgung und Hygiene»
- Fachgruppe «Verminderung von Katastrophenrisiken und Umwelt»
- Fachgruppe «Gesundheit»
- Fachgruppe «Rettung»
- Fachgruppe «Cash»
- Fachgruppe «Sicherheit»
- Fachgruppe «Information»
- Fachgruppe «Schutz»

Das SKH bietet keine Festanstellungen an, sondern wählt die Experten aus dem vorhandenen Pool stets nach dem Bedarf der momentanen Lage aus. Alle Mitglieder des Korps verpflichten sich aber für eine langfristige Zusammenarbeit; einmalige Einsätze im Bereich der humanitären Hilfe berechtigen nicht zur Aufnahme.
Als Teil der Rettungskette Schweiz ist das weltweite Einsatzspektrum des Korps vergleichbar mit den Einsatzoptionen, die das deutsche Technische Hilfswerk (THW) unter anderem mit der Schnelleinsatzeinheit Bergung Ausland (SEEBA) abdeckt oder der Austrian Forces Disaster Relief Unit des Österreichischen Bundesheeres.